# Drysdalopila
Drysdalopila is een geslacht van rechtvleugeligen uit de familie Morabidae. De wetenschappelijke naam van dit geslacht is voor het eerst geldig gepubliceerd in 1977 door Key.

## Soorten
Het geslacht Drysdalopila  is monotypisch en omvat slechts de volgende soort:
- Drysdalopila lamellicercus (Key, 1977)